# Helina emdeni
Helina emdeni este o specie de muște din genul Helina, familia Muscidae, descrisă de Adrian C. Pont în anul 1980.
Este endemică în Kenya. Conform Catalogue of Life specia Helina emdeni nu are subspecii cunoscute.